# Patos (Albanie)
Pour les articles homonymes, voir Patos (homonymie).
Patos est une municipalité d'Albanie située à 7 km de la ville de Fier, appartenant au district de même nom. Sa population est de 22 959 habitants en 2011.
Il s'agit du centre de l'industrie pétrolière d'Albanie. Son équipe de football est KS Albpetrol Patos.